# Kobrona
Kobrona là một chi bướm ngày thuộc họ Bướm nâu.